# Layachi Hamidouche
Layachi Hamidouche est un artiste plasticien algérien né le 13 octobre 1947 à Annaba, Algérie.

## Biographie
Dès son plus jeune âge, Layachi manifeste des prédispositions pour le dessin ; en 1965, il obtient le baccalauréat et fréquente la classe préparatoire de mathématiques supérieures à Alger (1965-1966 ) ; dans son entourage familial, on le prédestinait à des études supérieures. Mais l'univers de rêve propre au dessin et à la peinture en décida autrement. Dès octobre 1966, il commence sa carrière d'enseignant de mathématiques et il se consacrera à l'enseignement et à ... la peinture.
Son inscription au cours de peinture (1968-1969) à l'École Universelle par correspondance de Paris lui permet de parfaire ses connaissances artistiques. Les grands maîtres du clair obscur le fascinent. Les premières œuvres s'en inspireront. Au fil du temps et de la pratique, son style propre va prendre forme : une perpétuelle oscillation entre un symbolisme et un surréalismequi se côtoient ou s'alternent et souvent se complètent .
La pratique du jeu d'échecs interfère dans son œuvre picturale. Les pièces du jeu, les échiquiers, les pendules, les noms de variantes et de positions apparaissent et accompagnent longuement son cheminement pictural. Au-delà des règles imperturbables qui régissent le jeu, les œuvres peintes durant cette période semblent mettre en évidence l'existence d'une sorte de mécanisme mystérieux qu'il extrapole dans le domaine de la peinture. Cette démarche d'ordre philosophique est probablement un questionnement métaphysique. Le temps qui passe, facteur essentiel du jeu, symbolisé par des pendules, est aussi le côté le plus énigmatique de la condition humaine.
L'autre source d'inspiration qui influença sa peinture est, sans aucun doute, la matière qu'il enseigna .La rigueur dans la construction de l'œuvre, l'agencement précis des éléments du tableau en sont la manifestation la plus évidente . Malgré la densité de certaines œuvres, chaque personnage, chaque objet, chaque élément du décor semble avoir une présence indispensable .
Il reçoit l'hommage de l'Office pour la Culture de la ville d'Annaba en août 1996.
La rencontre avec la peinture numérique se fait en 1999. Les possibilités prodigieuses qu'offre l'ordinateur dans le domaine de la création de formes et de manipulations de textures le subjuguent. Le peintre entre de plain-pied dans ce nouveau domaine de l'art contemporain : l'art digital ou numérique . Ses travaux s'orientent vers le mixage des techniques numériques et traditionnelles . L'une des œuvres les plus représentatives de cette période est celle qu'il conçut pour la participation de son pays à 2010-FineArt en Afrique du Sud en 2010. C'est Hocine Ziani qui eut la responsabilité de constituer le groupe des cinq peintres algériens pour le 2010-Fine Art : Hocine Ziani , Layachi Hamidouche , Noureddine Zekara , Rachid Djemaï et Tahar Ouamane.
2007 fut l'année des premières expositions de Layachi sur Second Life . Dès ses premières visites dans ce monde , il remarque ses multiples dimensions. Les avatars qui y évoluent ont une relation sans équivoque avec le monde réel . Le peintre a rapidement constaté que Second Life , considéré comme un univers virtuel, emprunte cependant à la réalité tous les rituels qui lui sont spécifiques .Il s'ensuit une longue série d'expositions.
En 2007, l'émission « Une toile, un peintre », diffusée à la télévision algérienne et animée par Mohamed Boukerche, est consacrée à Layachi Hamidouche.
L'œuvre du peintre est imprégnée de son obsession  de comprendre la relation entre l'homme et l'univers , et , de son impuissance à trouver des réponses aux questions qui le poursuivent  depuis des millénaires . Les œuvres de Layachi sont comme des regards furtifs vers cet océan immense qui est l'intérieur de l'âme . Sa démarche n'est pas fondée sur un raisonnement , elle est essentiellement subjective et proche du rêve . Il  semble avoir entrepris son voyage dans la peinture , le domaine du langage  des formes et des couleurs , afin d'apporter sa modeste contribution à la quête sans fin et peut-être sans espoir du chemin qui conduira les hommes à entrevoir une infime parcelle de vérité au-delà du voile qui la recouvre . En face de certaines de ses œuvres  , on devine cette invitation à l'accompagner , le temps d'un regard .

Œuvres de Layachi Hamidouche (sélection).
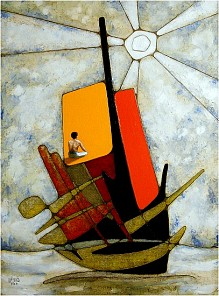
Coin de jour. 1989, 75 × 54 cm, acrylique et huile sur toile.
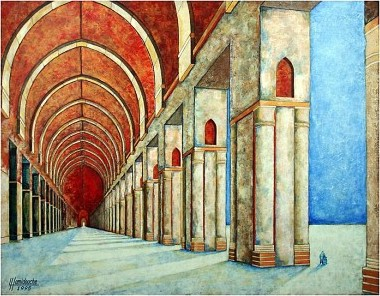
Rien qu'un poète. 1995, 73 × 92 cm, acrylique et huile sur toile.
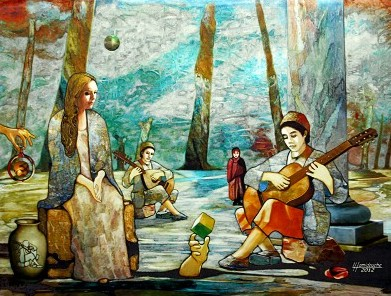
Le ruban de Mobius. 2012, 48 × 63 cm, digital et acrylique sur papier marouflé sur panneau.
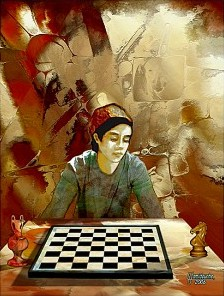
Le grand échiquier. 2006, œuvre numérique.

## Expositions

### Expositions individuelles
- Théâtre Régional - Annaba, mars 1987[5],[6] ;
- Maison de la culture - Annaba, décembre 1987 ;
- Maison de la culture - Annaba, septembre 1989 ;
- Maison de la culture - Annaba, octobre 1991 ;
- Cercle de la culture et des arts - Annaba, août 1996 ;
- Cinémathèque - Annaba, mai-juin 2004 ;
- Théâtre Régional - Annaba, juillet 2004[7] ;
- Maison de la culture - Annaba, juin 2005 ;
- Hôtel Seybouse International, Annaba, juillet 2005 ;
- Théâtre Régional - Annaba, juillet 2005.

### Expositions collectives
- Maison de la culture - Annaba, juillet 1987 ;
- Mois des arts plastiques à la Maison de la culture - Annaba, décembre 1988 ;
- Mois des arts plastiques à la Maison de la culture - Annaba, novembre 1989 ;
- Mois des arts plastiques à la Maison de la culture - Annaba, décembre 1990 ;
- Mois des arts plastiques à la Maison de la culture - Annaba, mai 2001 ;
- 6e Salon National des Arts plastiques au Théâtre Régional - Annaba, juillet 2005 ;
- Théâtre Régional - Annaba, octobre 2005 ;
- 7e Salon National des Arts plastiques à la Maison de la Culture - Annaba, juin 2006 ;
- Alger, Capitale de la culture arabe à la Cité des Arts et des Sciences - Alger, janvier 2007 ;
- Semaine culturelle de la ville de Annaba au Complexe culturel - Bordj Bou-Arreridj, avril 2007 ;
- 8e Salon National des Arts plastiques à la Maison de la Culture - Annaba, juin 2007 ;
- Rencontre Maghrébine des Arts Plastiques - Tunisie-Libye-Maroc-Mauritanie-France-Algérie à la Maison de la Culture - Annaba, février 2009 ;
- 2010 Fine Art[Note 1] - Melrose Arch - Johannesburg (Afrique du Sud), avril-juin 2010[8],[9] ;
- Rencontre Maghrébine des Arts Plastiques - Maison de la Culture - Annaba , mai 2010.
- Exposition Nationale des Arts Plastiques - Maison de la culture - Annaba , novembre 2015

### Expositions sur Second Life
- 2007-2015. Exposition virtuelle permanente sur le site internet de l'artiste[10].
- http://layachi-hamidouche.net/sl/Expositions.htm

## Pour en savoir plus